# Liste der Kellergassen in Fallbach
Die Liste der Kellergassen in Fallbach führt die Kellergassen in der niederösterreichischen Gemeinde Fallbach an.
| Foto |                 | Kellergasse                                     | Standort               | Beschreibung |
| ---- | --------------- | ----------------------------------------------- | ---------------------- | --- |
| BW   | Datei hochladen | Friessritzer Straße (Fallbach)                  | KG: Fallbach Standort  | Die Kellergasse ist ein beidseitiges Einzelkellergasse in Grabenlage. Sie besteht aus 23 Gebäuden und hat eine Länge von 150 Metern. Die älteste Datierung geht auf das Jahr 1926 zurück. |
| BW   | Datei hochladen | Kirchweg (Fallbach)                             | KG: Fallbach Standort  | Die Kellergasse ist eine einseitige Einzelkellergasse in Hanglage. Sie besteht aus 15 Gebäuden und hat eine Länge von 150 Metern.                                                         |
| BW   | Datei hochladen | Ungerndorfer Straße beim Gemeindeamt (Fallbach) | KG: Fallbach Standort  | Die Kellergasse ist eine einseitige Einzelkellergasse in Hanglage. Sie besteht aus 10 Gebäuden und hat eine Länge von 100 Metern.                                                         |
| BW   | Datei hochladen | Gaubitscher Kellern                             | KG: Fallbach Standort  | Die Kellergasse ist eine beidseitige Einzelkellergasse in Grabenlage. Sie besteht aus 31 Gebäuden und hat eine Länge von 180 Metern. Die älteste Datierung geht auf das Jahr 1923 zurück. |
| BW   | Datei hochladen | Hintaus (Friebritz)                             | KG: Friebritz Standort | Die Kellergasse ist eine beidseitige Einzelkellergasse in Grabenlage. Sie besteht aus 14 Gebäuden und hat eine Länge von 80 Metern.                                                       |
| BW   | Datei hochladen | Frättingsdorfer Straße (Hagenberg)              | KG: Hagenberg Standort | Die Kellergasse ist eine einseitige Einzelkellergasse an einer Geländekante. Sie besteht aus 16 Gebäuden und hat eine Länge von 150 Metern.                                               |
| BW   | Datei hochladen | Kellerberg (Hagenberg)                          | KG: Hagenberg Standort | Die Kellergasse ist ein beidseitiges Kellergassensystem in Hanglage. Sie besteht aus 25 Gebäuden und hat eine Länge von 200 Metern.                                                       |
| BW   | Datei hochladen | Schenkasberg                                    | KG: Hagendorf Standort | Die Kellergasse ist eine beidseitige Einzelkellergasse in Hanglage. Sie besteht aus 17 Gebäuden und hat eine Länge von 150 Metern. Die älteste Datierung geht auf das Jahr 1790 zurück.   |
| BW   | Datei hochladen | (südlich von Hagendorf)                         | KG: Hagendorf Standort | Die Kellergasse ist eine einseitige Einzelkellergasse, in der sich auf 150 Metern Länge etwa 15 Keller in Schildmauerform befinden. Anmerkung: Nicht von Schmidbaur erwähnt               |
| BW   | Datei hochladen | (südwestliches Hintaus Hagendorf)               | KG: Hagendorf Standort | Am südwestlichen Ortsrand, sozusagen im zweiten Hintaus, befanden sich an einer Geländekante einige Keller. Anmerkung: Nicht von Schmidbaur erwähnt.                                      |
| BW   | Datei hochladen | Hintaus (Loosdorf)                              | KG: Loosdorf Standort  | Die Kellergasse ist eine einseitige Einzelkellergasse in Hanglage. Sie besteht aus 16 Gebäuden und hat eine Länge von 250 Metern.                                                         |
| BW   | Datei hochladen | Mitterfeld (Loosdorf)                           | KG: Loosdorf Standort  | Die Kellergasse ist eine einseitige Einzelkellergasse in Hanglage. Sie besteht aus 16 Gebäuden und hat eine Länge von 250 Metern.                                                         |

| Foto:                    | Fotografie der Kellergasse (Gesamtheit). Klicken des Fotos erzeugt eine vergrößerte Ansicht. Daneben finden sich zwei Symbole: \| Weitere Bilder vorhanden \| Das Symbol bedeutet, dass weitere Fotos des Objekts verfügbar sind. Durch Klicken des Symbols werden sie angezeigt. \| \| Eigenes Foto hochladen \| Durch Klicken des Symbols können weitere Fotos des Objekts in das Medienarchiv Wikimedia Commons hochgeladen werden. \| |
| Name:                    | Bezeichnung der Kellergasse |
| Standort:                | Es ist die Katastralgemeinde (KG) angegeben. Durch Aufruf des Links Standort wird die Lage der Kellergasse in verschiedenen Kartenprojekten angezeigt. |
| Beschreibung             | Kurze Beschreibung der Kellergasse |
| Weitere Bilder vorhanden | Das Symbol bedeutet, dass weitere Fotos des Objekts verfügbar sind. Durch Klicken des Symbols werden sie angezeigt. |
| Eigenes Foto hochladen   | Durch Klicken des Symbols können weitere Fotos des Objekts in das Medienarchiv Wikimedia Commons hochgeladen werden. |